# Hisar, Tadžikistan
Hisar ali Hisor (tadžiško Ҳисор, rusko Гиссар, latinizirano: Gissar)  je mesto v zahodnem Tadžikistanu, približno 15 km zahodno od Dušanbeja. Mesto je bilo sedež nekdanjega okrožja Hisar in je del okrajev republiške podrejenosti. Leži na nadmorski višini 799–824 m, obdano z visokimi gorami (gorovje Hisar na severu, Babatag in Aktau na jugu). Skozi mesto teče reka Hanaka, pritok Kofarnihona. Njegovo prebivalstvo je ocenjeno na 29.100 v ožjem mestu in 308.100 v mestu z obrobnimi skupnostmi (2020). Leta 2002 je njegovo prebivalstvo sestavljalo 81,6 % Tadžikov, 12,3 % Uzbekov, 3,6 % Rusov in 2,5 % drugih.

## Zgodovina
V prazgodovini do okoli leta 2000 pr. n. št. so območje okoli Hisarja naselili pripadniki kulture Hisar, pozne neolitske kulturne skupine, ki je bila še posebej razširjena v dolinah rek Kofarnihon in Vakhš v jugozahodnem Tadžikistanu.
Trdnjava Hisar, rezidenca buharskega guvernerja, naj bi segala v čas Kira Velikega in je bila zavzeta enaindvajsetkrat.
Leta 1504 je regijo osvojil Mohamed Šajbani. Leta 1511 je regijo za kratek čas osvojil Babur, vendar se je kmalu zatem vrnila pod nadzor Uzbekov. Hisar je v naslednjih nekaj desetletjih postal delno neodvisna kneževina, vladal mu je sultan, ki je oskrboval čete za vojaške pohode Buhare. V 17. stoletju so Tadžiki postali prevladujoča sila v regiji in dobili guvernerstvo Hisarja. V tem obdobju je bil Buharski kanat razdeljen med kana v Buhari in vladarja (običajno enega od njegovih sorodnikov) v Balku, Hisar pa je bil na splošno podrejen slednjemu. Upad buharske moči po atentatu na Ubajdulah kana leta 1711 je povzročil, da je Hisar uveljavil svojo neodvisnost.
26. junija 1993 je Hisar postal mesto.

## Pododdelki
Pred okoli leta 2018 je bil Hisar sedež okrožja Hisar, ki je pokrivalo podeželski del sedanjega mesta Hisar. Mesto Hisar obsega Hisar, mesto Šarora in deset džematov.

## Geografija
Mesto leži v gosto naseljeni in rodovitni dolini Hisar, ki je po njem dobila ime, na nadmorski višini okoli 800 do 825 m. Mesto prečka reka Hanaka, pritok Kofarnihona. Celotno mestno območje obsega približno 9,6 km2.

### Podnebje
Hisar ima vroče poletno sredozemsko podnebje (Köppnova podnebna klasifikacija Csa). Povprečna letna temperatura je 14,1 °C. Najbolj vroč mesec je julij s povprečno temperaturo 23,9 °C, najhladnejši januar pa s povprečno temperaturo 1,7 °C. Povprečna letna količina padavin je 568 milimetrov in v povprečju je 90,5 dni s padavinami. Najbolj namočen mesec je marec s povprečno količino padavin 107,2 milimetra, najbolj suh mesec pa je avgust s povprečno količino padavin 0,8 milimetra.

## Znamenitosti
Najpomembnejša stavba v mestu je trdnjava. Zgrajena je bila v 18. stoletju kot poletna rezidenca buharskih emirjev in je bila močno razširjena v 19. stoletju. Danes ga sestavljata dva visoka griča. Dobro ohranjeno je do enega metra debelo trdnjavsko obzidje z vbodi in velika vhodna vrata. Tu sta dva stožčasta stolpa, ki uokvirjata vhodni lok.
Pred vhodnimi vrati trdnjave je Registan (glavni trg). Na drugi strani tega trga stojita dve medresi, starejša dvonadstropna iz 18. stoletja in mlajša iz 19. stoletja, ki je danes precej uničena. Stara medresa ima veliko dvorišče, kjer so vhodi v celice podobne sobe (kudžar). Do začetka 20. stoletja se je tu poučevalo okoli 100 do 150 učencev Korana. Danes je v starejši medresi majhen muzej z lokalnimi oblačili, keramiko in nakitom ter knjižnica. Za medresami je mavzolej Mahtumija Azama (perzijsko za 'velikega mojstra'), islamskega učitelja iz 16. stoletja, verjetno Hodže Mohameda Haivokija.
Druga pomembna stavba je mošeja Sangin, kamnita stavba iz 12. do 16. stoletja.